# زبان اشاره ایسلندی
زبان اشاره ایسلندی زبان اشاره‌ای است که توسط ناشنوایان و کم شنوایان در ایسلند استفاده می‌شود.